# Дражин До
Дражин До (на сръбски: Дражин До) е село в Босна и Херцеговина, разположено в община Требине, в ентитета на Република Сръбска. Населението му според преброяването през 2013 г. е 77 души, от тях: 75 (97,40 %) сърби и 2 (2,59 %) не се самоопределят.

## Население
Численост на населението според преброяванията през годините:
- 1961 – 83 души
- 1971 – 98 души
- 1981 – 60 души
- 1991 – 46 души
- 2013 – 77 души